# Espeletia cachaluensis
Espeletia cachaluensis es una especie de frailejón endémica de Colombia. Recibe el nombre común de frailejón de Cachalú.

## Taxonomía
Espeletia cachaluensis fue descrita por Rodr.-Cabeza & S.Díaz y publicada en Revista Acad. Colomb. Ci. Exact 32(125): 455-464. 2008.
Etimología
Espeletia: nombre genérico otorgado en honor del virey de Nueva Granada, José Manuel de Ezpeleta.
cachaluensis: el epíteto alude a la laguna de Cachalú, en donde crece la especie.

## Descripción
Roseta caulinar de 2-6 m de altura, sus hojas son elípticas con base atenuada, margen lisa y ápice agudo; el nervio central se ensancha hacia la base. La rama florífera está cubierta con indumento seríceo. Brácteas angostamente ovadas, agudas en el ápice. 7-9 capítulos con lígulas extendidas, con 6-7 filarias en dos series, elípticas. Páleas de las lígulas angostamente elípticas con una lista longitudinal de tricomas. 212-220 flósculos por capítulo, amarillos. Aquenios obovoideos, triquetos y con costillas prominentes.

## Distribución y Hábitat
Su distribución está restringida a los alrededores de la laguna de Cachalú en el Santuario de Fauna y Flora Guanenta Alto Río Fonce, entre los departamentos de Boyacá y Santander. Habita el ecosistema de páramo a más de 3800 m.s.n.m. siempre encontrada en peñascos y zonas rocosas y secas del páramo, rodeada de arbustos como Gynoxys, Polylepis quadrijuga, Hesperomeles, etc.